# Архиепархия Овьедо
Овьедская архиепархия (лат. Archidioecesis Ovetensis; исп. Archidiócesis de Oviedo) — архиепархия-митрополия Римско-католической церкви в Испании. В настоящее время архиепархией управляет архиепископ-митрополит Хесус Санс Монтес.
Клир епархии включает 461 священников (361 епархиальных и 100 монашествующих священников), 2 диакона, 146 монахов, 654 монахинь.
Адрес епархии: Arzobispado, Corrada del Obispo 1, 33003 Oviedo, Espana, Телефон: 985.20.97.28, Факс: 985.20.51.97

## Территория
В юрисдикцию епархии входят 933 прихода в Астурии.
Кафедра архиепископа-митрополита находится в городе Овьедо в Овьедском соборе.
В состав митрополии (церковной провинции) Овьедо входят:
- Архиепархия Овьедо;
  - Епархия Асторги;
  - Епархия Леона;
  - Епархия Сантандера.

## История
Епархия Овьедо была основана в 811 году.
В 1105 году епархия получила освобождение от митрополии и становится подчинённой непосредственно Святейшему Престолу.
В средние века Овьедо имел большое значение как этап Пути Святого Иакова. Кроме того, это также место паломничества к мощам Святого Ковчега. Благодаря его важности, несколько бенедиктинских монастырей были основаны на горном хребте Кантабрии.
С 1608 года образование духовенства было поручено Университету Овьедо. Епархиальная семинария была открыта в 1851 году.
Булла «Cum et Nobis» Пия XII, 27 октября в 1954 году, возводит Овьедо в архиепархию и центр новой церковной провинции Овьедо с епархиями Сантандер, Леон и Асторга.

## Ординарии архиепархии
- Адульфо (802—812)
- Гомело I (852)
- Серрано (853—858)
- Герменегильдо I (881)
- Гомело II (905—909)
- Фласинус (909—912)
- Овеко (913—962)
- Герменегильд II, вспомогательный епископ
- Диего (962—968)
- Бермудо (976—991)
- Гудестео (991—996)
- Агда (-1024)
- Понсе (1025—1028)
- Фройлан (1035—1073)
- Ариас Кромаз (1073—1094)
- Мартин I (1094—1101)
- Пелайо (1098—1129)
- Альфонсо (1129—1142)
- Мартин II (1143—1156)
- Педро I (1156—1175)
- Родриго (1175—1188)
- Менендо (1188—1189)
- Хуан Гонсалес (1189—1243)
- Родриго Диас (1243—1249)
- Педро II (1251—1269)
- Фернандо Мартинес (1269—1275)
- Альверо (1275) (избранный)
- Фредоло (1275—1284)
- Пилигрим (1286—1289)
- Мигель (1289—1292)
- Фернандо Альварес (1293—1295) (впервые)
- Фернандо Альфонсо (1295—1301)
- Фернандо Альварес (1302—1321) (вторично)
- Одон (1323—1328)
- Хуан дель Кампо (1328—1332) назначен епископом Леона
- Хуан Санчо (1332—1345)
- Альфонсо II (1345—1348)
- Санчо (1348—1369)
- Гутьер де Толедо (1377—1389)
- Гильермо Гарсия Манрике (1389—1412)
- Альваро (1397—1412)
- Диего Рамирес де Гусман (1412—1441)
- Гарсия Энрикес Осорио (1441—1442)
- Диего Рападо (1442—1444)
- Иньиго Манрике де Лара (архиепископ) (1444—1457) назначен епископом Кориа
- Родриго Санчес де Аревало (1457—1467)
- Хуан Диас де Кока (20 декабря 1467 — 13 февраля 1470) назначен епископом Калаорры и Ла Кальсада)
- Альфонсо де Паленсуэла (1469—1475) умер
- Гонсало де Вильядьего (1485—1487) умер
- Хуан Ариас де Вильяр (1487—1498) назначен епископом Сеговии
- Хуан Даза (14 февраля 1498 — 16 марта 1502) назначен епископом Картахенским (в Испании)
- Гарсия Рамирес Вильяэскуса , О. С. (16 марта 1502 — 23 апреля 1508 г. умер)
- Валериано Ордоньес Вильяквакан (22 декабря 1508 — 12 августа 1512 года)
- Диего де Мурос (1 октября 1512 — 18 августа 1525 умер)
- Франциско Мендоса (6 ноября 1525 г. — 3 апреля 1527 г., назначен епископом Саморским)
- Диего Акунья (23 апреля 1527—1532 умер)
- Фернандо де Вальдес и Салас (1 июля 1532 г. — 30 мая 1539 г. Назначен епископом Леона)
- Мартин Тристан Кальвет (30 мая 1539—1546 умер)
- Кристобаль Рохас Сандовал (8 октября 1546 г. — 4 мая 1556 г. назначен епископом Бадахосским)
- Херонимо Веласко (4 мая 1556 г. — 16 августа 1566 г. умер)
- Хуан Айора (8 января 1567 г. — 24 мая 1569 г. умер)
- Гонсало де Солорзано (18 февраля 1570 — 26 сентября 1580 умер)
- Франциско Антонио Орантес Велес, OFM (6 марта 1581 — 12 октября 1584 умер)
- Диего Апонте Киньонес, О. С. (28 января 1585 г. — 31 августа 1598 г. Назначен епископом Малаги)
- Гонсало Гутьеррес Монтилья (18 сентября 1598 г. — 20 июня 1602 г. умер)
- Алонсо Мартинес де ла Торре, О. С. (16 апреля 1603 г. — 11 сентября 1604 г. умер)
- Хуан Альварес де Калдас (12 января 1605 г. — 14 мая 1612 г. назначен епископом Авильским)
- Франсиско де ла Куэва, OSA (17 сентября 1612 г. — 30 ноября 1615 г. умерло)
- Альсоно Мартин де Суньига (Мансо) (18 июля 1616 г. — 20 марта 1623 г. назначен епископом Осмы)
- Хуан Торрес де Осорио (29 мая 1624 г. — 19 июля 1627 г. подтверждено архиепископом Вальядолида)
- Хуан Переда Гудьель (9 августа 1627 г. — 25 мая 1632 г. умер)
- Мартин Каррильо Алдере (10 января 1633 г. — 9 июня 1636 г. назначен епископом Осмы)
- Антонио Вальдес Эррера (23 июня 1636 г. — 21 октября 1641 г., епископ Осмы)
- Бернардо Кабальеро Паредес (13 января 1642 г. — 13 апреля 1661 г. умер)
- Диего Рикельме и Кирос (19 декабря 1661 года — 23 февраля 1665 года назначен епископом Пласенсиа)
- Амброзио Игнасио Спинола и Гусман (13 апреля 1665 г. — 7 марта 1667 г. Назначен архиепископом Валенсии)
- Диего Сармьенто Валладарес (30 января 1668 г. — 17 сентября 1668 г. назначен епископом Пласенсиа)
- Альфонсо де Сализанес и Медина, OFM (4 февраля 1669 г. — 18 ноября 1675 г. Назначен епископом Кордовы)
- Алонсо Антонио де Сан Мартин (16 декабря 1675 г. — 21 октября 1681 г. назначен епископом Куэнки)
- Симон Гарсия Педрехон, OFM (20 апреля 1682 — 27 сентября 1696 умер)
- Томас Релуз, OP (27 марта 1697 г. — 12 июня 1706 г. умер)
- Хосе Фернандес дель Торо (21 марта 1707 — июль 1719 подал в отставку)
- Антонио Мальдонадо и Миноя (3 июля 1720 — 22 июня 1722 года)
- Томас Хосе Руис Монтес (15 марта 1723 г. — 11 сентября 1724 г., архиепископ Картахенский (в Испании))
- Мануэль Хосе де Хендайя и Аро (11 сентября 1724 года — 5 октября 1729 года)
- Хуан Гарсия Авелло и Кастрильон (8 февраля 1730 г. — 30 октября 1744 г.)
- Гаспар Хосе Васкес Таблада (19 июля 1745 — 29 декабря 1745 умер)
- Фелипе Мартин Овехеро (22 июля 1750 г. — 30 октября 1753 г. умер)
- Хуан Франциско Манрике Лара (1 апреля 1754 г. — 21 апреля 1760 г. Назначен епископом Пласенсиа)
- Аугустин Гонсалес Пизадор (21 июля 1760 — 17 марта 1791 умер)
- Хуан Ллано и Понте (26 сентября 1791 года — 29 апреля 1805 года)
- Андреас де Торрес и Гомес (23 сентября 1805 года — 12 февраля 1806 года)
- Грегорио Гермида и Гамба (Камба) (26 августа 1806 г. — 10 ноября 1814 г. умер)
- Грегорио Серуэло де ла Фуэнте (10 июля 1815 г. — 26 марта 1836 г. умер)
- Игнасио Диас де ла Канеха и Соса (17 января 1848 г. — 20 ноября 1856 г. умер)
- Хуан де ла Круз Игнасио Морено и Майсанове (25 сентября 1857 г. — 1 октября 1863 г., архиепископ Вальядолидский)
- Хосе Луис Монтэгут и Рубио (21 декабря 1863 г. — 22 июня 1868 г., епископ Сегорбинский)
- Бенито Санс и Форес (22 июня 1868 г. — 18 ноября 1881 г. назначен архиепископом Вальядолида)
- Себастьян Эрреро и Эспиноса де лос Монтерос, Колорадо (27 марта 1882 г. — 15 марта 1883 г. Назначен епископом Кордовы)
- Рамон Мартинес и Бдение, OP (27 марта 1884 — 16 августа 1904 умер)
- Франсиско Хавьер Базтан и Урница (14 ноября 1904 г. — 18 октября 1920 г. в отставке)
- Хуан Баутиста Луис и Перес (30 ноября 1921 г. — 6 ноября 1934 г. умер)
- Хусто Антонино де Эчегурен и Алдама (28 января 1935 года — 16 августа 1937 года)
- Мануэль Арсе и Очоторена (22 января 1938 года — 29 марта 1944 года назначен архиепископом Таррагонским)
- Вениамин де Арриба и Кастро (8 августа 1944 г. — 22 января 1949 г. Назначен архиепископом Таррагонским)
- Франсиско Хавер Лаузурица и Торральба (8 апреля 1949 года — 12 апреля 1964 года)
- Висенте Энрике и Таранкон (12 апреля 1964 г. — 30 января 1969 г. Назначен архиепископом Толедо)
- Габино Диас Мерчан (4 августа 1969 года — 7 января 2002 года на пенсии)
- Карлос Осоро Сьерра (7 января 2002 г. — 8 января 2009 г. назначен архиепископом Валенсии)
- Хесус Санс Монтес, OFM (21 ноября 2009 -)